# Watermael-Boitsfort

Bandeira de Watermael-Boitsfort

Watermael-Boitsfort na Região de Bruxelas-Capital

Watermaal-Bosvoorde (neerlandês) ou Watermael-Boitsfort (francês) é uma das dezenove comunas localizada na Região de Bruxelas-Capital na Bélgica.
Em 2006 a comuna tinha uma população total de 24.056. Sua área total é 12,93 km² o que gera uma densidade populacional de 1.860 habitantes por km². É a mais baixa densidade populacional das 19 comunas na Região de Bruxelas-Capital.
Os habitantes de Watermael-Boitsfort apresentam o maior rendimento de Bruxelas, cerca de 15 541 Euros.

## Pronúncia
- em em neerlandês:  [ˈʋaːtərmaːl ˈbɔsvoːrdə]
- em francês:  [wɑteʁˈmɑːl bwɑˈfɔːʁ]

## Cidades-irmãs
- Escócia: Annan
- França: Chantilly